# Джийо
Парк Джи-Хьо (на корейски: 박지효), по-известна като Джихьо (Jihyo), е южнокорейска певица и член на южнокорейската момичешка група „Twice“, формирана от JYP Entertainment. Като главен вокалист на групата, тя е известна със силния си глас, танцови умения и чар. Тя е и лидер на „Twice“.

## Биография
Джихьо е родена на 1 февруари 1997 г. в Гури, провинция Кьонги, Южна Корея. Тя има 2 по-малки сестри, Сойон и Джийонг. Рожденото ѝ име е Парк Джи Су, което променя на Парк Джихьо, когато е на 18 години. Родителите ѝ я подкрепят да следва мечтата си за музикална кариера, като доказателство за това е, че тя е стажант в компанията JYP Entertainment цели единайсет години.

## Кариера

### Преди Twice
Преди дебютирането си с Twice е известна като лице на тийнеджърската линия Innisfree TN. Присъединява към JYP Entertainment на 8 години и тренира още 11 години, преди да дебютира с Twice. Компанията забелязва Джихьо когато е едва в трети клас, след като участва в конкурс на Junior Naver за детска роля и се класира на второ място. Официално се присъединява към музикалната компания на 15 юли 2005 г. По време на обучението си се среща с много идоли от JYP, включително и Sunmi, Suzy, Jo Kwon, и Nichkhun. Джихьо е трябвало да дебютира с Nayeon, Jeongyeon и Sana, но проектът е отказан. Вместо това, те се присъединяват към риалити шоуто Sixteen, конкурс, който определя бъдещите членове на Twice. Официално си сменя името от Парк Джису на Парк Джихьо малко преди състезанието. Като един от деветте класирали се участници, дебютира като част от новосформиралата се група. Участва и в музикално видео на Miss A – Only you.

### С групата Twice
Официалният дебют на Джийо с групата Twice е през 2015 г. с песента Like Ooh-Ahh (OOH-AHH 하게). По-късно пускат песента I'm think I'm crazy, а през октомври същата година издават първия си албум The Story Begins. Водещият сингъл в него, Like Ooh-Ahh е първата кейпоп дебютна песен, достигнала 100 милиона гледания в YouTube. През 2016 година издават синглите Touch down, I'm gonna be a star и Cheer Up. Въпреки че не е най-възрастният член на групата, Джийо е избрана от другите членове на групата за техен лидер.

## Личен живот
През август 2019 г. агенциите, представляващи Джихьо и Канг Даниел, бивш член на Wanna One, потвърдиха, че са имали връзка.

### Фотокниги
| Заглавие         | Дата           | Издател           |
| ---------------- | -------------- | ----------------- |
| Yes, I am Jihyo. | 20 август 2021 | JYP Entertainment |

## Филмография

### Телевизионни шоута
| Година | Заглавие | Мрежа | Роля       |
| ------ | -------- | ----- | ---------- |
| 2015   | Sixteen  | Mnet  | Състезател |

## Дискография

### Авторство на песни
| Година | Песен           | Албум                   | Със                                         | Текст | Музика |
| ------ | --------------- | ----------------------- | ------------------------------------------- | ----- | ------ |
| 2017   | „Eye Eye Eyes“  | Signal                  | Chaeyoung                                   | Ok    | Не     |
| 2017   | „24/7“          | Twicetagram             | Nayeon                                      | Ok    | Не     |
| 2018   | „Ho!“           | What Is Love?           | -                                           | Ok    | Не     |
| 2018   | „Sunset“        | Yes or Yes              | -                                           | Ok    | Не     |
| 2019   | „Girls Like Us“ | Fancy You               | -                                           | Ok    | Не     |
| 2019   | „Get Loud“      | Feel Special            | -                                           | Ok    | Не     |
| 2019   | „21:29“         | Feel Special            | Всички членове на Twice                     | Ok    | Не     |
| 2020   | „Up No More“    | Eyes Wide Open          | -                                           | Ok    | Не     |
| 2021   | „First Time“    | Taste of Love           | -                                           | Ok    | Не     |
| 2021   | „Real You“      | Formula of Love: O+T=<3 | -                                           | Ok    | Не     |
| 2021   | „Cactus“        | Formula of Love: O+T=<3 | -                                           | Ok    | Ok     |
| 2022   | „Celebrate“     | Celebrate               | J. Y. Park, Всички членове на Twice, Co-sho | Ok    | Не     |
| 2022   | „Trouble“       | Between 1&2             | -                                           | Ok    | Ok     |

### Съвместни проекти
| Заглавие                       | Година | Албум                                                                           | Със               |
| ------------------------------ | ------ | ------------------------------------------------------------------------------- | ----------------- |
| „The Reason Why I'm Beautiful“ | 2016   | 인기가요 뮤직크러쉬 Pt. 1 (Popular Music Crush Pt. 1) from Inkigayo Music Crush | Ben и Jung Eun-ji |